# 13th Vermont Infantry
Le 13th Regiment, Vermont Volunteer Infantry (ou 13 VVI) est un régiment d'infanterie d'une durée de neuf mois de l'armée de l'Union pendant la guerre de Sécession. Il sert sur le théâtre oriental, principalement aux défenses de Washington d'octobre 1862 à août 1863. Il fait partie de la 2nd Vermont Brigade.

## Histoire
Le 13th Vermont Infantry  est levé à la suite de l'appel du président Lincoln, le 4 août 1862, des troupes supplémentaires en raison des résultats désastreux de la campagne de la Péninsule. Il est composé de volontaires des comtés de Washington, Chittenden, Lamoille et Franklin, comme suit:
- Compagnie A, gardes d'Emmett de Burlington, capitaine John Lonergan.
- Compagnie B, Waitsfield, capitaine Orcas C. Wilder.
- Compagnie C, East Montpelier, capitaine Lewis L. Coburn.
- Compagnie D, Colchester, capitaine William D. Munson.
- Compagnie E, Morristown, capitaine Joseph J. Boynton.
- Compagnie F, Richmond, capitaine John L. Yale.
- Compagnie G, Bakersfield, capitaine Marvin White.
- Compagnie H, artillerie Lafayette de Calais, capitaine William V. Peck.
- Compagnie I, Montpellier, capitaine John M. Thacher.
- Compagnie K, HIghgate, capitaine George S. Blake.

Le commandant du régiment, le colonel Francis V. Randall de Braintree, a servi avec le 2nd Vermont Infantry. Le lieutenant-colonel Andrew W. Brown n'a aucune expérience militaire. Le commandant Lawrence D. Clark a servi en tant que capitaine de la compagnie A du 1st Vermont Infantry. Clark démissionne en mars 1863 à cause de problèmes de santé, et est remplacé par le capitaine Joseph J. Boynton, de la compagnie C. Brown démissionne en mai 1863, et est remplacé par le capitaine William D. Munson, de la compagnie D.
James Stevens Peck, à l'origine second lieutenant dans la compagnie I, est par la suite nommé adjudant du régiment.
Le 13th Vermont part dans un camp à Brattleboro le 29 septembre 1862, et entre au service des États-Unis le 3 octobre, avec 953 officiers et hommes. Il quitte le Vermont le 11 octobre, et arrive à Washington, DC, le 13 octobre.
Le régiment subit ses deux premières pertes en moins de deux semaines de l'arrivée à Washington : Isaac N. Brooks, 16 ans, de la compagnie E, décède le 26 octobre, et le lieutenant Nathaniel Jones Jr, de la compagnie B meurt de la fièvre typhoïde le 29 octobre.
Le régiment installe son camp à l'East Capitol Hill, à trois cents mètres à l'ouest du 12th Vermont Infantry, puis part au camp Chase, à Arlington, en Virginie, le 25 octobre, retournant à l'East Capital Hill trois jours plus tard, lorsque la 2nd Vermont Brigade est formée.
Le régiment marche sur Munson's Hill le 30 octobre et Hunting Creek, le 5 novembre, où il reste jusqu'au 26 novembre, dans le « camp Vermont ». Il est engagé dans un service en piquet à proximité de Fairfax Courthouse du 12 décembre au 20 janvier 1863, participant à repousser la cavalerie de J. E. B. Stuart le 29 décembre. Le régiment est stationné à Wolf Run Shoals du 20 janvier au 2 avril, puis assure la garde du chemin de fer à Warrenton Junction jusqu'au 25 juin.
Le 25 juin, la brigade est affectée à la troisième brigade de la troisième division du Ier corps, et reçoit l'ordre de former l'arrière-garde de l'armée du Potomac alors qu'elle marche vers le nord contre l'armée de Virginie du Nord de Robert E. Lee. Le 13th marche avec la brigade de Wolf Run Shoals le 25 juin, traverse le fleuve Potomac, le 27 juin, à Edward's Ferry, et part vers le nord par Frederick City et Creagerstown, dans le Maryland. Le matin du 1er juillet, il quitte Westminster, Maryland, et arrive sur le champ de bataille de Gettysburg après la tombée de la nuit le premier jour de la bataille, et campe dans un champ de blé à la gauche de Cemetery Hill.

## Gettysburg

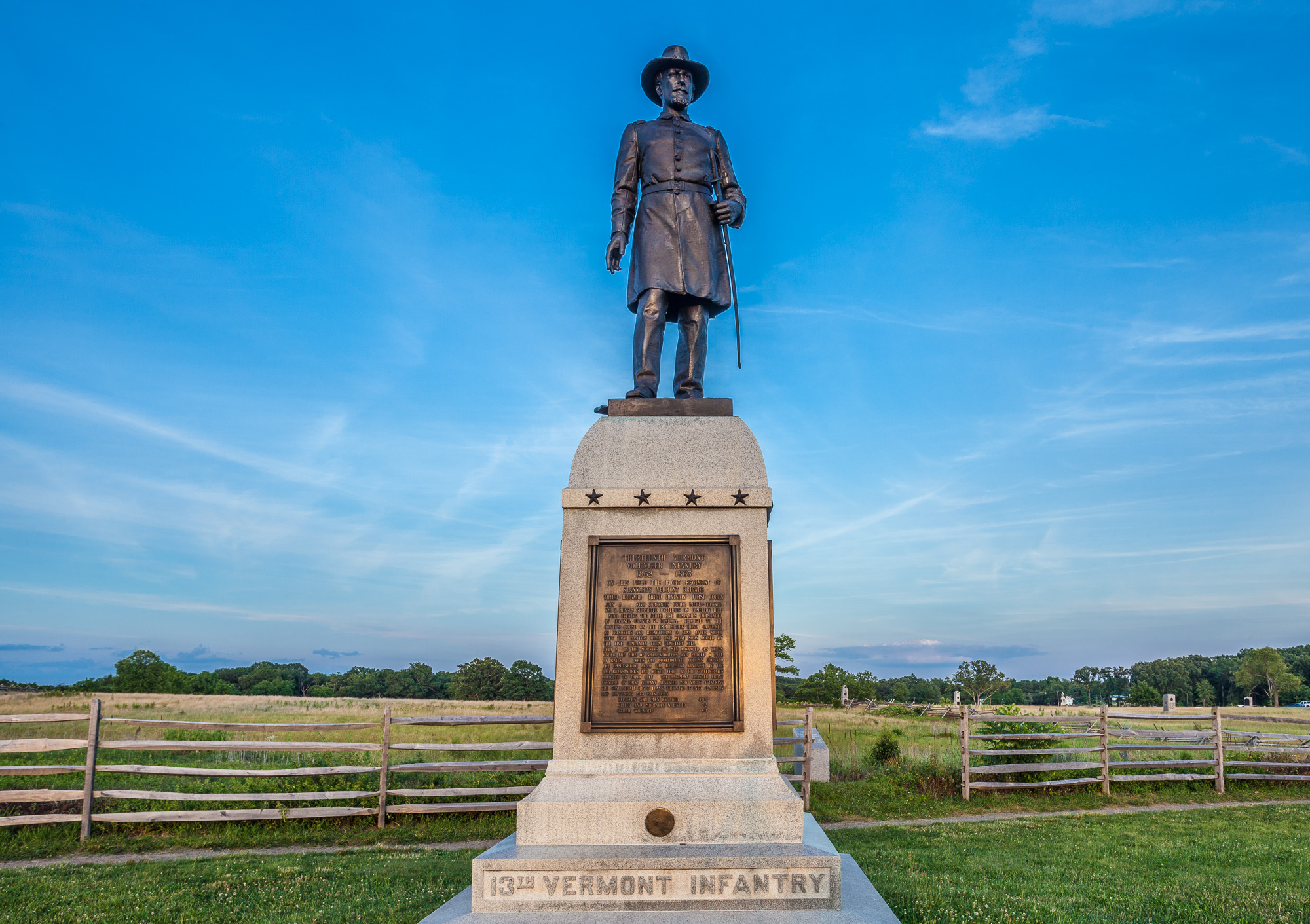
Monument à la mémoire du Vermont Volunteer Infantry à Gettysburg

L'après-midi du 2 juillet, le 13th répond à la demande du général Winfield S. Hancock pour aider le lieutenant Gulian V. Weir, de la batterie C, 5th U.S. Artillery, dont la batterie est en danger d'être capturée par un régiment de la brigade du brigadier général Ambroise R. Wright. La batterie est sauvée et déplacée vers l'arrière. Le 13th part vers l'avant pour la route d'Emmittsburg et capture deux canons rebelles. Recevant des tirs en provenant de la maison de Rodgers, le capitaine John Lonergan, de la compagnie A, encercle le bâtiment et fait 81 prisonniers d'un régiment de l'Alabama, retournant vers les lignes principales sur Cemetery Ridge. Par la suite, il reçoit la médaille d'honneur pour ses actions.
Les 13th, 14th et 16th Vermont jouent un rôle central pour repousser la charge de Pickett dans l'après-midi du 3 juillet. Le 13th et le 16th flanquent la brigade de James L. Kemper alors qu'elle approche du bosquet d'arbres sur Cemetery Ridge, puis le 16th fait demi-tour, et rejoint par le 14th, stoppe l'avance de la brigade de Cadmus M. Wilcox, capturant des centaines de Virginians. Le lieutenant George Bennedict, un aide de camp du brigadier général George J. Stannard, relate la réaction du général Abner Doubleday, disant : « il agita son chapeau et s'écria : « Gloire à Dieu, gloire à Dieu! Regardez les Vermonters  faire ! » »
Au cours de la marche forcée de la Virginie à Gettysburg, le second lieutenant Stephen F. Brown, de la compagnie K, a désobéi à des ordres, et quitté le régiment pour obtenir de l'eau pour ses hommes. Il est placé aux arrêts et, son épée et son pistolet lui sont retirés. Lorsque le régiment arrive sur le champ de bataille de Gettysburg, il est libéré des arrêts, mais ses armes sont à l'arrière dans le train de ravitaillement du régiment. Prenant une hache de camp, il part au combat, capture un officier rebelle et lui prend son épée et son pistolet. Le lieutenant Brown, qui ensuite sert dans le 17th Vermont Infantry, garde l'épée et la donne finalement à la société historique du Vermont.
Au cours de la bataille, le chirurgien du 13th, George Nichols, est responsable d'un hôpital de campagne pour le Ier corps.
Après la bataille, le 13th Vermont participe à la poursuite de l'armée de Virginie du Nord de Lee à travers les montagnes Catoctin le 7 juillet, à Middletown, dans le Maryland le 8 juillet, quand il reçoit l'ordre de retourner chez lui. Le régiment part vers  Monocacy Junction, où il prend un train à destination de Baltimore. Partant de Baltimore, le 11 juillet, le régiment rencontre le 12th Vermont Infantry à Brattleboro le 13 juillet. Après quelques jours de permission, le régiment est libéré du service le 21 juillet.
Comme les autres régiments de la 2nd Vermont Brigade, des douzaines d'hommes qui viennent d'être libérés des dizaines de membres du 13th Vermont s'enrôlent à nouveau, principalement dans les régiments de la 1st Vermont Brigade, et le 17th Vermont Infantry.

## Citation de la médaille d'honneur
- John Lonergan, capitaine, de la compagnie A, pour acte de bravoure dans la reconquête de 4 canons et de la capture de 2 canons de l'ennemi ; aussi la capture d'un certain nombre de prisonniers à Gettysburg, le 2 juillet 1863.

## Décompte final
| DÉCOMPTE FINAL               | DÉCOMPTE FINAL |
| ---------------------------- | -------------- |
| Membres d'origine            | 957            |
| Gain (recrues et transferts) | 11             |
| --- Agrégation               | 968            |
| --- Pertes ---               |                |
| Tué au combat                | 12             |
| Mort de ses blessures        | 8              |
| Décédé de maladie            | 53             |
| Total des décès              | 72             |
| Démobilisé                   | 83             |
| Déserteur                    | 7              |
| --- Total des pertes         | 162            |
| Libéré à divers moment       | 806            |
| Total des blessés            | 84             |
| Total des faits prisonniers  | 5              |